# Kleine haaregel
De kleine haaregel (Hylomys suillus)  is een zoogdier uit de familie van de egels (Erinaceidae). De wetenschappelijke naam van de soort werd voor het eerst geldig gepubliceerd door Müller in 1840.

## Kenmerken
De kleine haaregel lijkt op een grote huismuis maar heeft een lange, beweeglijke snuit en een opvallend korte, kale staart. De zachte, dichte vacht is bruin op de rug en lichter bruin op de buik.

## Leefwijze
Deze dieren komen voor in bossen, zowel in het laagland als in de bergen. Ze klimmen wel in struiken maar zoeken hun voedsel voornamelijk op de grond: insecten, wormen en andere kleine dieren, soms vruchten. Ze verblijven overdag in een zelfgebouwd nest van bladeren onder stenen of liggend hout. Hard weglopen is hun enige verdediging tegen gevaar.

## Verspreiding
De soort komt voor van Maleisië tot Indochina en de grens tussen Yunnan en Myanmar.

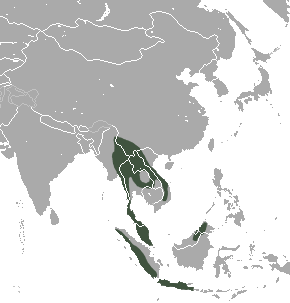
Verspreidingsgebied

## Documentatie
- Kop-romplengte: 12-14 cm
- Staart: 2-3 cm
- Gewicht: 12-80 g
- Leefwijze: Solitair